# رایسلیپ
longitudeرایسلیپlatitudeرایسلیپ
رایسلیپ (به انگلیسی: Ruislip) (‎/ˈraɪslɪp/‎ RY-slip) یک ناحیه در لندن است که در منطقه هیلینگدون لندن واقع شده‌است.

## خصوصیات
رایسلیپ ۳۱٬۰۰۰ نفر جمعیت دارد.

### ایستگاه‌های مترو
- ایستگاه رایسلیپ جنوبی (خط مرکزی متروی لندن و Chiltern Railways)
- ایستگاه متروی رایسلیپ (Metropolitan line & Piccadilly line)
- ایستگاه متروی رایسلیپ منور (Metropolitan line & Piccadilly line)
- ایستگاه متروی رایسلیپ گاردنز (Central line)
- ایستگاه رایسلیپ غربی (Central line & Chiltern Railways)

## نگارخانه

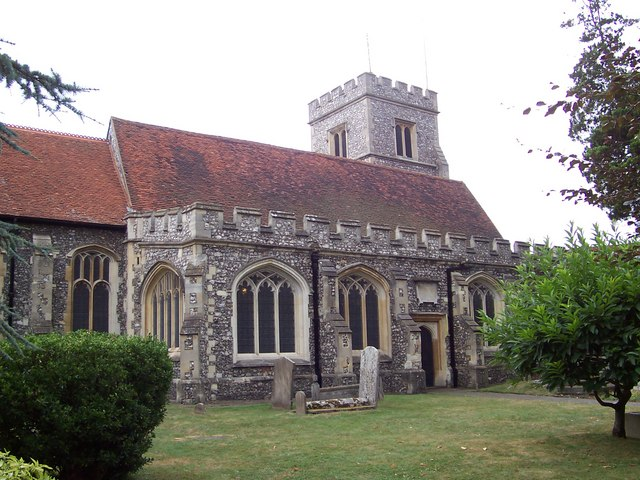
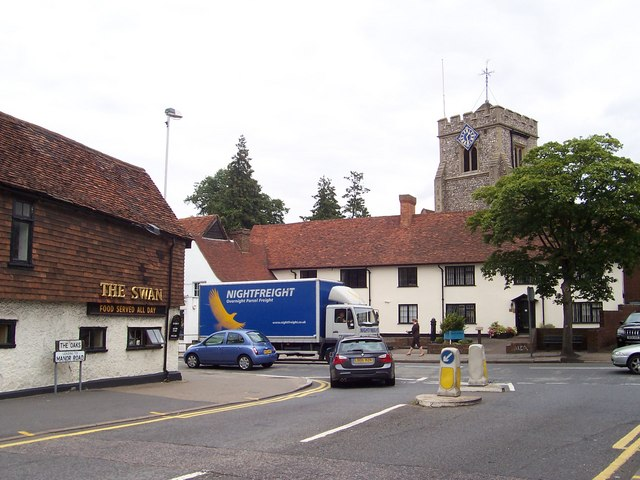
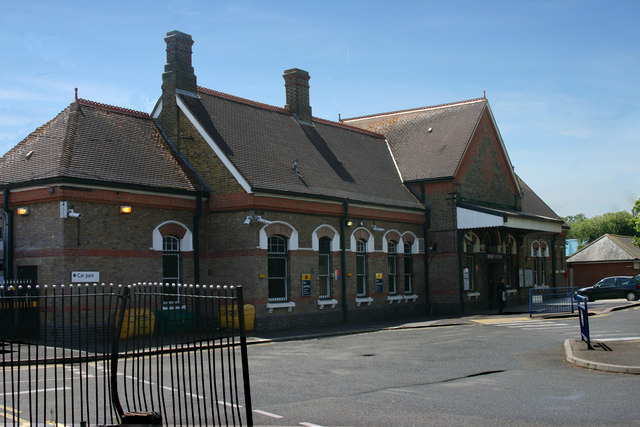
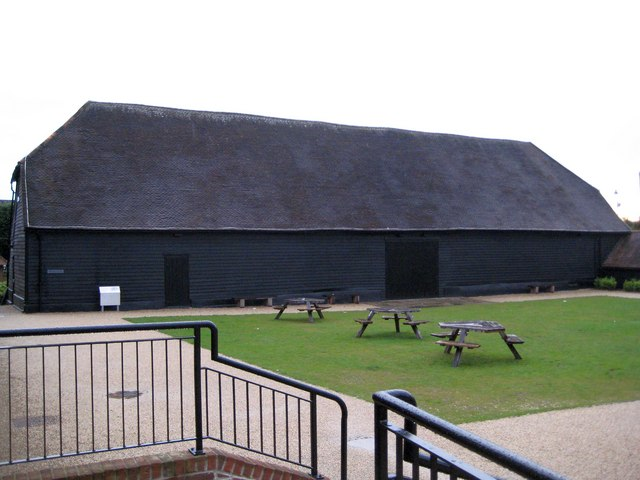
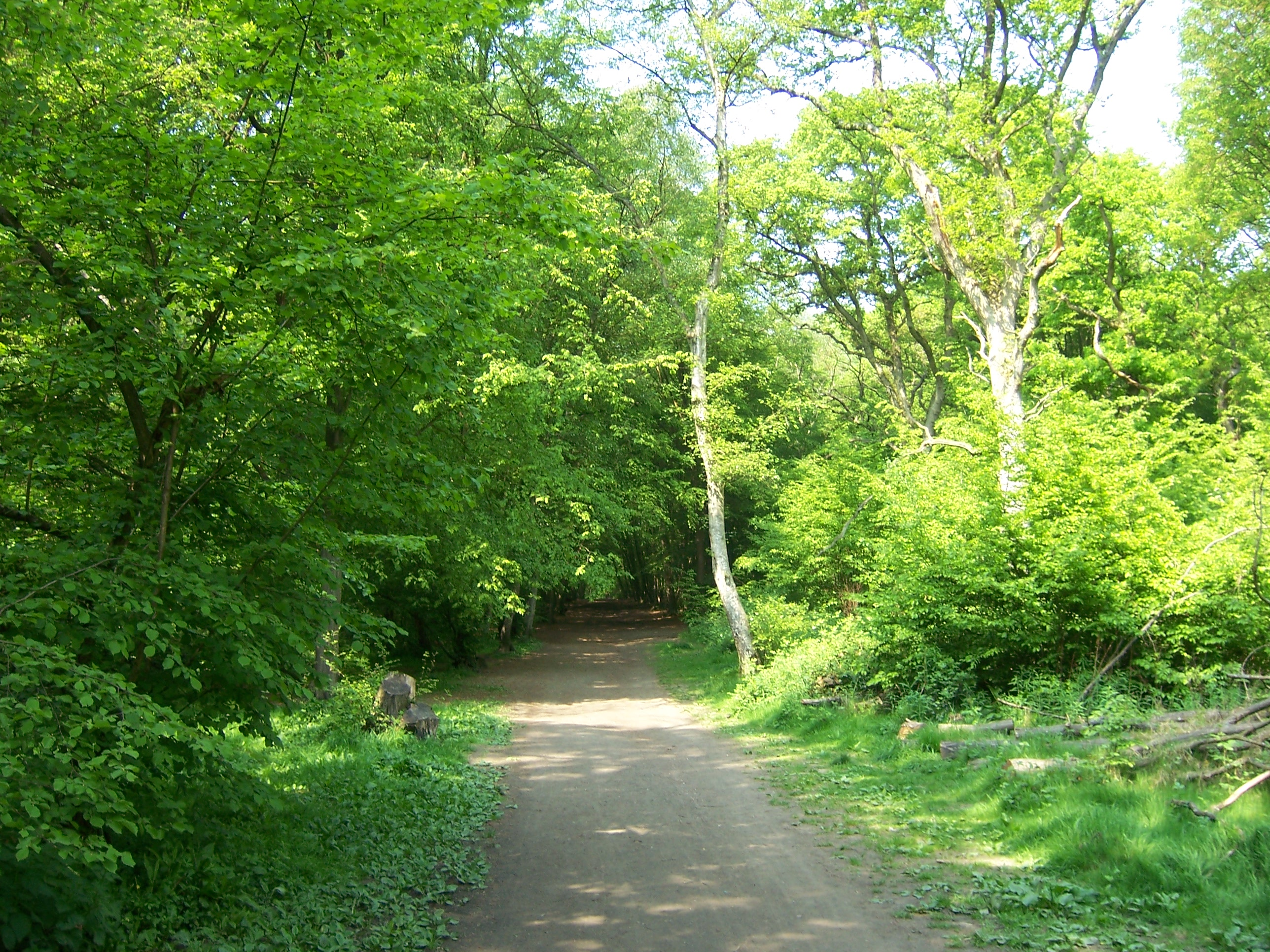
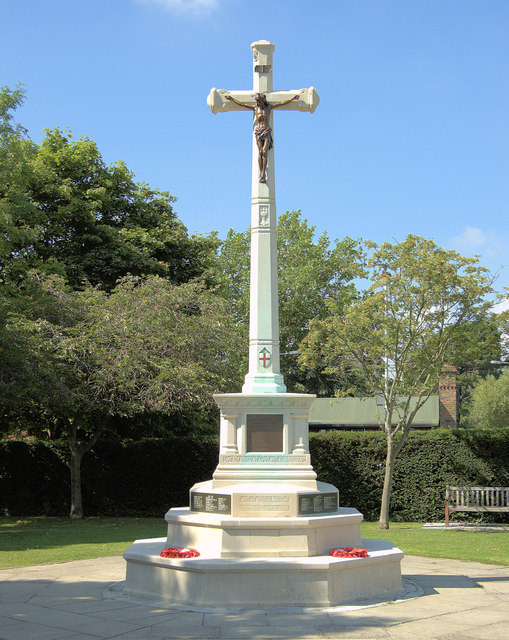